# Procampylaspis bituberculata
Procampylaspis bituberculata är en kräftdjursart som beskrevs av Hansen 1920. Procampylaspis bituberculata ingår i släktet Procampylaspis och familjen Nannastacidae. Inga underarter finns listade i Catalogue of Life.